# Союз борьбы за дело революции

Тюремные фотографии Евгения Гуревича, Бориса Слуцкого и Владилена Фурмана

«Союз борьбы за дело революции» — молодёжная леворадикальная антисталинская подпольная организация, существовавшая в СССР 1950—1951 годах.

## История
«Союз борьбы за дело революции» был организован в Москве студентами Борисом Слуцким, Евгением Гуревичем и Владиленом Фурманом в 1950 году. Была составлена программа и манифест организации. В них говорилось о перерождении социализма в государственный капитализм, сталинский строй характеризовался как бонапартизм, отмечалось отсутствие гражданских свобод, фарсовость выборов, империалистический характер внешней политики, катастрофическое состояние сельского хозяйства. Для размножения документов члены организации изготовили гектограф.
В январе-феврале 1951 года члены организации были арестованы органами МГБ. 13 февраля 1952 года Военная коллегия Верховного суда СССР вынесла приговор по этому делу. В приговоре было указано, что группой еврейских националистов была создана изменническая, террористическая организация, участники которой ставили своей целью свержение существующего в СССР строя путём вооружённого восстания и совершения террористических актов над руководителями Советского правительства и КПСС.
Слуцкий, Гуревич и Фурман были приговорены к расстрелу, десять членов организации — к 25 годам заключения, а ещё трое — к 10 годам. Единственной, кто не признал себя виновной на суде, была Майя Улановская.
Трое лидеров «Союза борьбы за дело революции» были расстреляны 26 марта 1952 года, прах захоронен на Донском кладбище. Оставшиеся в живых осуждённые были освобождены из лагерей после смерти Сталина и последующего пересмотра дела в 1956 году.
Все обвиняемые по этому делу, некоторые посмертно, были полностью реабилитированы «за отсутствием события и состава преступления» лишь в 1989 году.

## Члены организации
| Приговорённые к смертной казни Гуревич Евгений Зиновьевич (1931 г.р.) Слуцкий Борис Владимирович (1932 г.р.) Фурман Владилен Леонидович (1931 г.р.) Приговорённые к 10 годам заключения Рабинович Тамара Лазаревна (1932 г.р.) Смирнова Галина Аифаловна (1931 г.р.) Уфлянд Нина Евгеньевна (1934 г.р.) | Приговорённые к 25 годам заключения Аргинская Ирэна Ильинична (1932 г.р.) Винникова Ида Львовна (1931 г.р.) Воин Феликс Миронович (1931 г.р.) Мазур Григорий Гдальевич (1931 г.р.) Мельников Владимир Захарович (1932 г.р.) Панфилова Екатерина Михайловна (1932 г.р.) Печуро Сусанна Соломоновна (1933 г.р.) Рейф Алла Евгеньевна (1931 г.р.) Улановская Майя Александровна (1932 г.р.) Эльгиссер Инна Леоновна (1930 г.р.) |